# Pulau Kemiling
Pulau Kemiling is een bestuurslaag in het regentschap Ogan Komering Ulu Selatan van de provincie Zuid-Sumatra, Indonesië. Pulau Kemiling telt 525 inwoners (volkstelling 2010).